# 斐迪南四世 (德意志国王)

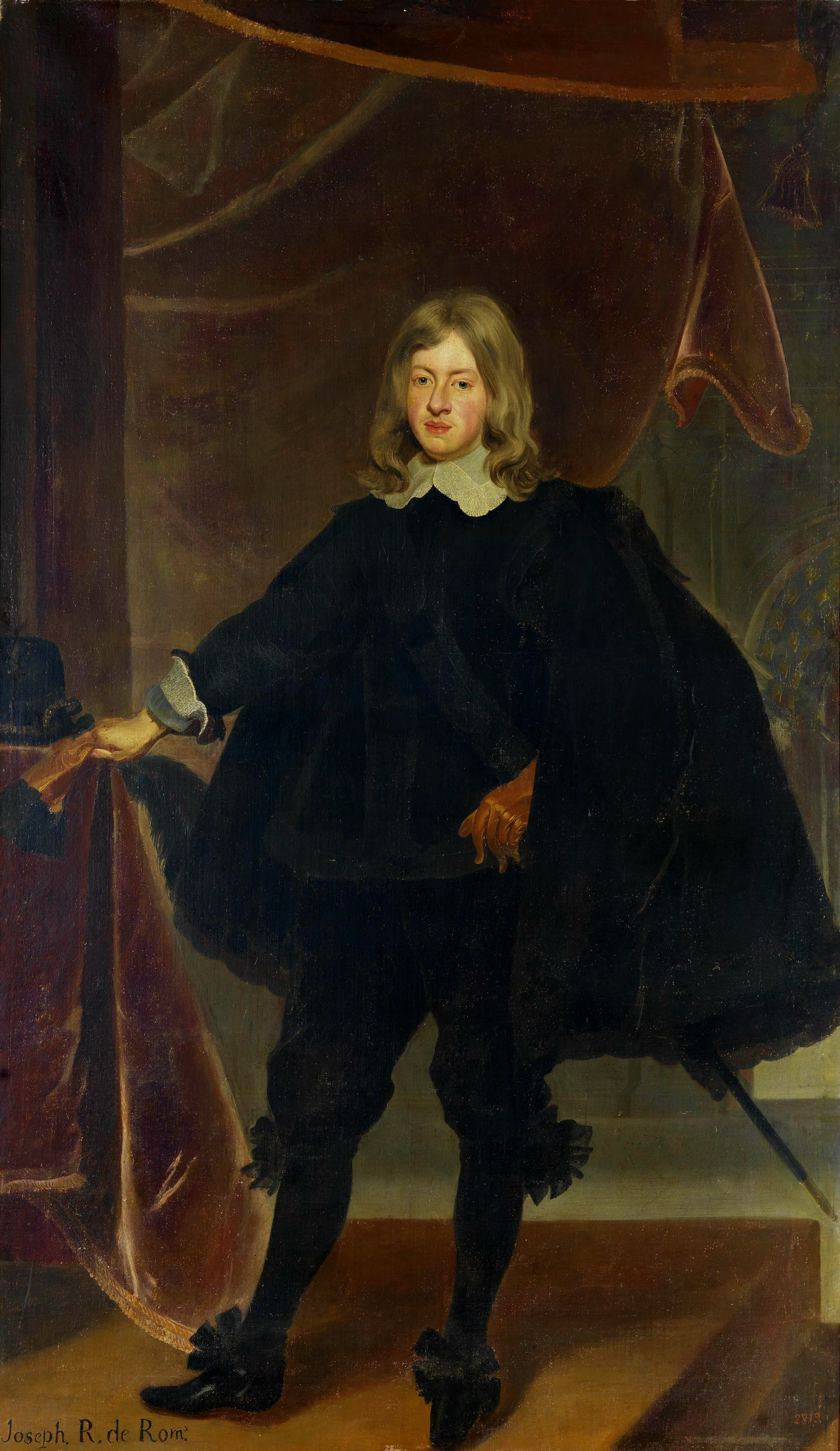
斐迪南四世

斐迪南四世（德语：Ferdinand IV，1633年9月8日—1654年7月9日）奥地利王儲。他也是波希米亚國王(1646年-1654年)和匈牙利国王(1647年-1654年)，1653年被选为罗马人民的国王。
斐迪南四世生于维也纳，是神圣罗马帝国皇帝斐迪南三世的长子，母亲为西班牙公主玛丽亚·安娜。他是利奥波德一世皇帝的哥哥。
1646年，斐迪南被其父指名为波希米亚的国王，1647年他又继承了父亲在匈牙利的王位。1653年5月31日斐迪南被选侯选举为“罗马人民的国王”，显然这时斐迪南三世已决心让他继承皇位。同年6月18日，斐迪南四世在雷根斯堡加冕。
但是，斐迪南四世在1654年先于父亲去世。这就使得他的弟弟，未来的皇帝利奥波德一世成为了哈布斯堡家族的第一继承人。
| 前任： 斐迪南三世 | 波希米亚国王 1646～1654   | 繼任： 利奥波德一世 |
| 前任： 斐迪南三世 | 匈牙利国王 1647～1654     | 繼任： 利奥波德一世 |
| 前任： 斐迪南三世 | 罗马人民的国王 1653～1654 | 繼任： 利奥波德一世 |